# Adaro Chirta
Adaro 1.E-7 Chirta bylo španělské vojenské cvičné letadlo navržené a postavené v roce 1934 krátce před vypuknutím španělské občanské války v polovině 30. let 20. století.

## Vznik a vývoj
V soutěži o vládní zakázku vyhlášenou v roce 1935 ministerstvem vojenského letectví (Aeronáutica Militar) na výrobu cvičných letounů se mimo Adaro 1.E-7 Chirta též účastnily letouny González Gil-Pazó GP-1, Hispano-Suiza E-34 a Loring X. V podmínkách soutěže bylo stanoveno, že zúčastněná letadla, která budou vybrána do finále soutěže jako nejlépe vyhovující, musí být opatřena motory Walter Junior, ke kterým španělská vláda zakoupila od továrny Walter licenci. Z přihlášených prototypů, které se soutěže zúčastnily, vyhověly celkem tři podmínkám ministerstva. Jako první byl klasifikován samonosný dolnokřídlý jednoplošník González Gil-Pazó GP-1. Druhou cenu obdržel dvouplošník E-34, vyrobený továrnou Hispano-Suiza z Guadalajary, a třetí cena připadla na dvouplošník Adaro Chirta inženýra Julia Adara, vedoucího technické sekce pro civilní letectví. Všechna tato letadla byla podle stanovené podmínky opatřena motory Walter Junior 120 k a těmito motory byla opatřena i případná, sériová letadla.
Vzhledem k tomu, že letoun Adaro Chirta obsadil ve zmíněné soutěži až 3. místo, nebyl sériově vyráběn.

## Popis letounu
Cvičné letadlo Adaro byl konvenční dvouplošník s nestejnou plochou křídel tzv. sesquiplan. Pilot a žák seděli v otevřených kokpitech v tandemovém uspořádání. Při této konstrukci byl Adaro ovlivněn francouzskými vzory, protože několik let pobýval ve Francii a pracoval u společnosti Dewoitine.
Horní křídlo o ploše 12,50 m2 bylo ze tří částí. Střední část obsahovala palivovou nádrž. Palivo bylo přepravováno z horní části křídla gravitačním spádem. Objem palivových nádrží 180 l (150 l + 30 l rezerva v trupu). Obě "půlkřídla", mírně na koncích zkosená do eliptického tvaru, nesla po celé délce rozpětí křidélka, což bylo dost neobvyklé řešení. Na zadní hraně uprostřed horního křídla byl výřez pro lepší viditelnost ze zadního sedadla směrem nahoru; přední sedadlo bylo pod křídlem. Spodní křídlo o ploše 7,5 m2 bylo rozepřeno s horním pomocí šikmých vzpěr a vyztužovacích drátů. Trup obdélníkového průřezu byl ze svařovaných ocelových trubek, potažen překližkou a plátnem. Trojúhelníková svislá ocasní plocha nesla mírně zaoblenou, nevyváženou směrovku. Podvozek byl tvořen klasickou ostruhou na zádi a předním kolovým podvozkem. Hlavní podvozkové nohy ve tvaru písmene V s pryžovými bloky byly osazeny aerodynamicky krytovanými koly o rozchodu 1,65 m.
Snadno odnímatelné motorové lože bylo svařeno z ocelových trubek. Kryt motoru byl vyroben z duralového plechu a umožňoval po odklopení snadný přístup ke všem součástem motoru. Letoun byl poháněn vzduchem chlazeným invertním čtyřválcovým řadovým motorem Walter Junior, který byl vyráběn v licenci továrnou Ateliers Elizalde SA v Barceloně.
Přestože se jednalo o cvičný letoun mohl být použit i pro akrobacii a výcvik stíhačů.

## Použití
Ačkoli přesné datum prvního letu letounu Adaro Chirta není známo, bylo začátkem července 1935 letadlo připraveno, aby se zúčastnilo soutěžních zkoušek. Mimo tohoto letounu již žádný jiný nebyl postaven. Prototyp přežil přinejmenším až do listopadu 1936 nepoškozen, kdy ho frankistická vojska našla v hangáru na madridském letišti Cuatro Vientos (LECU), kde se konala zmíněná soutěž. Je proto pravděpodobné, že potom bylo toto dvoumístné letadlo používáno letectvem nacionalistů (Aviación Nacional Española). Je také uváděno mezi letouny, které mohly být použity ve španělské občanské válce.

## Uživatelé
- Španělská republika (Druhá španělská republika)
  - Adaro

## Specifikace

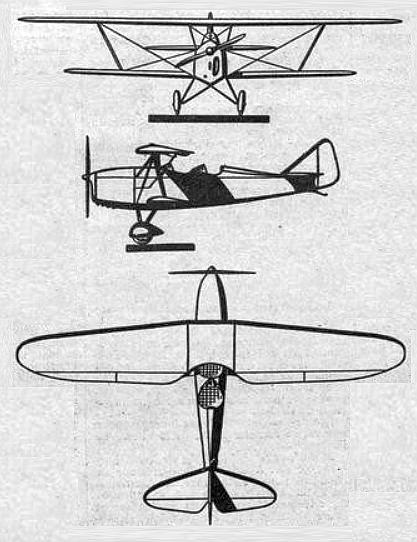
Adaro Chirta, 3D (Lei Ailes 1935)

Údaje podle

### Technické údaje
- Osádka: 1 pilot
- Kapacita: 1 cestující nebo žák
- Rozpětí: 10,0 m
- Délka: 6,5 m
- Výška: 2,5 m
- Nosná plocha: 20,0 m2
- Plošné zatížení: 36,5 kg/m2
- Prázdná hmotnost: 450 kg
- Vzletová hmotnost: 720 kg
- Pohonná jednotka: 1 × vzduchem chlazený invertní čtyřválcový řadový motor Walter Junior
- Výkon pohonné jednotky:
  - Nominální, jmenovitý výkon: 77,2 kW (105 k) při 2000 ot/min
  - Maximální, vzletový výkon: 88,2 kW (120 k) při 2200 ot/min
- Vrtule: dvoulistá, dřevěná s pevným nastavením

### Výkony
- Maximální rychlost: 180 km/h
- Cestovní rychlost: 150 km/h
- Přistávací rychlost: 70 km/h
- Dostup: 5 000 m
- Dolet: 1 000 km (vytrvalost 6 h)
- Stoupavost: 6 min. 35 s do 1000 m